# Kombolča
Kombolča (engleski: Kombolcha) je grad u središnjoj Etiopiji, na magistralnoj cesti Adis Abeba - Asmara u zoni Debub Volo u regiji Amhara.

## Stanovništvo
Prema podacima Središnje statističke agencije 
Etiopije za 2005. godine, Kombolča je imala ukupno 68,766 stanovnika, od kojih je 36.102 bilo muškaraca i 32.664 žena. Distrikt Kombolča ima 8.66 km².